# جایزه بفتای بهترین فیلم اول یک نویسنده، کارگردان یا تهیه‌کننده بریتانیایی
جایزه بفتای بهترین فیلم اول یک نویسنده، کارگردان یا تهیه‌کننده بریتانیایی (انگلیسی: BAFTA Award for Outstanding Debut by a British Writer, Director or Producer) جایزه‌ای است که به‌صورت سالانه در جایزه آکادمی فیلم بریتانیا (بفتا) در لندن، اهدا می‌شود. جایزه بهترین فیلم اول، آثار اول نویسندگان، کارگردانان و تهیه‌کنندگان بریتانیایی را مورد نظر قرار می‌دهد که در زمان تعیین‌شده جایزه پخش شده باشند. این جایزه به افتخار فیلم‌نامه‌نویس و تهیه‌کننده، کار فورمن اهدا می‌شود.
این رشته میان سال‌های ۱۹۹۸ تا ۲۰۰۰، به‌نام جایزه کارل فورمن برای آینده‌دارترین تازه‌وارد سینمای بریتانیا نام داشت و به نویسنده، کارگردان و تهیه‌کننده اهدا می‌شد. از ۲۰۰۱ تا ۲۰۰۸، جایزه کارل فورمن برای دستاورد ویژه کارگردان، نویسنده و تهیه‌کننده فیلم بریتانیایی در اولین فیلم بلند، اهدا می‌شد. این رشته از سال ۲۰۰۹ تاکنون، با نام فعلی‌اش، بهترین فیلم اول یک نویسنده، کارگردان یا تهیه‌کننده بریتانیایی اهدا می‌شود. 

## جایزه کارل فورمن (۲۰۰۸–۱۹۹۸)

### دستاورد ویژه نویسنده، کارگردان یا تهیه‌کننده بریتانیایی در اولین فیلم بلند (۲۰۰۸–۱۹۹۸)
- ۱۹۹۸: Love and Death on Long Island – Richard Kwietniowski
  - The Governess – Sandra Goldbacher
  - ۲۴ در ۷ – شین مدوز
  - قفل، انبار و دو بشکه باروت – متیو وان
- ۱۹۹۹: Ratcatcher – لین رمزی
  - شرق شرق است – ایوب‌خان دین
  - Human Traffic – Justin Kerrigan
  - Waking Ned – Kirk Jones
- ۲۰۰۰: آخرین چاره – پاوو پاولیکوفسکی
  - بیلی الیوت – استیون دالدری
  - بیلی الیوت – Lee Hall
  - Saving Grace – Mark Crowdy
  - Some Voices – Simon Cellan Jones

### دستاورد ویژه کارگردان، نویسنده یا تهیه‌کننده بریتانیایی در اولین فیلم بلند (۲۰۰۸–۲۰۰۰)
- ۲۰۰۱: Jump Tomorrow – Joel Hopkins Nicola Usborne
  - گاسفورد پارک – جولین فلوز
  - Late Night Shopping – Jack Lothian
  - The Parole Officer – استیو کوگان Henry Normal
  - South West 9 – Richard Parry
  - Strictly Sinatra – Ruth Kenley-Letts
- ۲۰۰۲: جنگجو – آصف کاپادیا
  - AKA – Duncan Roy
  - Christie Malry's Own Double-Entry – Simon Bent
  - Lost in La Mancha – Lucy Darwin
- ۲۰۰۳: بوسه زندگی – امیلی یانگ
  - American Cousins – Sergio Casci
  - دختری با گوشواره مروارید – پیتر وبر
  - To Kill a King – Jenny Mayhew
- ۲۰۰۴: A Way of Life – Amma Asante
  - AfterLife – Andrea Gibb
  - فرانکی عزیز – Shona Auerbach
  - کیک لایه‌ای – متیو وان
  - شان می‌میرد – نایرا پارک
- ۲۰۰۵: غرور و تعصب – جو رایت
  - همه چیز – Richard Hawkins
  - جشنواره – Annie Griffin
  - شلیک به سگ‌ها – David Belton
  - ساتسی – Peter Fudakowski
- ۲۰۰۶: رد رود – آندریا آرنولد
  - Black Sun – Gary Tarn
  - Pierrepoint – Christine Langan
  - لندن به برایتون – Paul Andrew Williams
  - Rollin' with the Nines – Julian Gilbey

## بهترین فیلم اول یک نویسنده، کارگردان یا تهیه‌کننده بریتانیایی (۲۰۰۹–تاکنون)
- ۲۰۰۹: ماه – دانکن جونز (writer/director)
  - Mugabe and the White African – Lucy Bailey (director); Andrew Thompson (director); Elizabeth Morgan Hemlock (producer); David Pearson (producer)
  - حیله‌گر (فیلم) – Eran Creevy (writer/director)
  - آزمون – Stuart Hazeldine (writer/director/producer)
  - Nowhere Boy – سم تیلور-جانسون (director)
- ۲۰۱۰: چهار شیر – کریس موریس (کارگردان) (writer/director)
  - The Arbor – Clio Barnard (director); Tracy O’Riordan (producer)
  - Exit Through the Gift Shop – بنکسی (director); Jaimie D’Cruz (producer)
  - Monsters – گرث ادواردز (writer/director)
  - Skeletons – Nick Whitfield (writer/director)
- ۲۰۱۱: تیراناسور – پدی کانسیداین (director); Diarmid Scrimshaw (producer)
  - Attack the Block – جو کرنیش (director)
  - Black Pond – Tom Kingsley (director); Will Sharpe (director); Sarah Brocklehurst (producer)
  - کوریولانوس – رالف فاینس (director)
  - زیردریایی – ریچارد آیوادی (director)
- ۲۰۱۲: The Imposter – Bart Layton (director); Dimitri Doganis (producer)
  - McCullin – David Morris (director); Jacqui Morris (director/producer)
  - Wild Bill – دکستر فلچر (writer/director); Danny King (writer)
  - ماپت‌ها – جیمز بابین (director)
  - من نسرین هستم – تینا غروی (writer/director)
- ۲۰۱۳: Kelly + Victor – Kieran Evans (director/writer)
  - Good Vibrations – Colin Carberry (writer) and Glenn Patterson (writer)
  - شل – Scott Graham (director/writer)
  - نجات آقای بنکس – Kelly Marcel (writer)
  - For Those in Peril – Paul Wright (director/writer) and Polly Stokes (producer)
- ۲۰۱۴: غرور – Stephen Beresford (writer); David Livingstone (producer)
  - ۷۱ – Gregory Burke (writer) and Yann Demange (director)
  - Northern Soul – Elaine Constantine (director/writer)
  - کجکی – Paul Katis (director/producer) and Andrew de Lotbiniere (producer)
  - موزون – Hong Khaou (director/writer)
- ۲۰۱۵: ذیب – Naji Abu Nowar (writer/director) and Rupert Lloyd (producer)
  - اکس‌مشینا – الکس گارلند (director)
  - Second Coming – debbie Tucker Green (writer/director)
  - A Syrian Love Story – Sean McAllister (director/producer) and Elhum Shakerifar (producer)
  - مصمم به بقا – Stephen Fingleton (writer/director)
- ۲۰۱۶: زیر سایه بابک انوری (کارگردان/نویسنده)، امیلی لئو، الیور راسکیل و لوکان تو (تهیه‌کنندگان)
  - Mike Carey and Camille Gatin (تهیه‌کننده) – دختری با تمام موهبت‌ها
  - George Amponsah (Writer/Director/Producer) and Dionne Walker (Writer/Producer) – The Hard Stop
  - Peter Middleton (Writer/Director/Producer), James Spinney (Writer/Director) and Jo-Jo Ellison (تهیه‌کننده) – Notes on Blindness
  - John Donnelly (Writer) and Ben A. Williams (Director) – The Pass